# Вороновичи
Вороновичи (бел. Варановічы) — деревня в Бобруйском районе Могилёвской области Беларуси. Входит в состав Слободковского сельсовета.

## География
Деревня находится в юго-западной части Могилёвской области, к востоку от железнодорожной линии Бобруйск — Рабкор, на расстоянии приблизительно 3 километров (по прямой) к юго-западу от города Бобруйска, административного центра района. Абсолютная высота — 151 метр над уровнем моря.

## История
Деревня известна с XVIII века.
По состоянию на 1907 год, в Вороновичах имелось 18 дворов и проживало 172 человека. В административном отношении входила в состав Горбацевичской волости Бобруйского уезда Минской губернии. В 1908 году была открыта школа, для которой в 1914 году было построено собственное здание.

## Население
По данным переписи 2019 года, в деревне проживало 86 человек.
| Год  | Население, человек |
| ---- | ------------------ |
| 1897 | 130                |
| 1907 | ↗ 172              |
| 1917 | ↗ 241              |
| 1926 | ↗ 260              |
| 1959 | ↗ 345              |
| 1970 | ↘ 159              |
| 1986 | ↗ 173              |
| 2007 | ↗ 298              |
| 2009 | ↘ 94               |
| 2019 | ↘ 86               |